# Chabab Mrirt
Chabab Mrirt – marokański klub piłkarski z siedzibą w M'rirt. W sezonie 2023/2024 gra w GNFA 1 (IV liga).

## Informacje
Klub występował w National (III liga) od sezonu 2017/2018 do sezonu 2022/2023. Występował również w Pucharze Maroka w sezonach: 2011/2012, 2013/2014, 2017/2018, 2018/2019 oraz 2020/2021. Zespół swoje mecze rozgrywa na Stade Municipal de Mrirt.